# یخچال نمکی

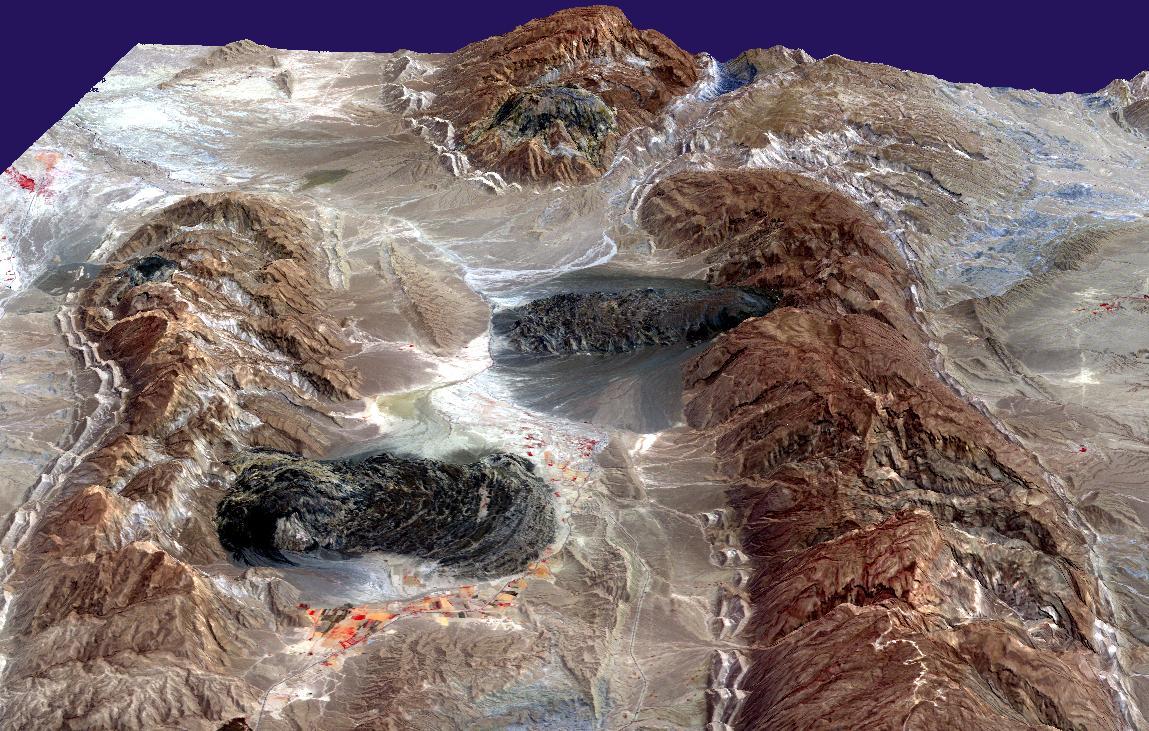
گنبدهای نمکی و یخچال‌های نمکی (به رنگ سیاه) در کوه‌های زاگرس در جنوب ایران

یخچال نمکی یکی از پدیده‌های ژئومورفولوژیک است که در گنبدهای نمکی رخ می‌دهند. در آن توده‌های نمک در اثر نیروهای گرانشی به سوی نقاط پست‌تر جریان می‌یابند. یخچال نمکی در اثر بالا آمدن یک دیاپیر نمکی در یک گنبد نمکی که به سطح رسیده است ایجاد می‌شود. بیشتر این جریان در زمستان رخ می دهد زمانی که نمک مرطوب است و مقاومت نمک به میزان آب موجود در آن وابسته است. این اشکال ممکن است تا کیلومترها ادامه داشته باشند.
نمونه های معروف یخچال نمکی در ایران به ویژه زاگرس و آلمان قرار دارند.